# Atalaya (Panama)
Pour les articles homonymes, voir Atalaya.
Atalaya est un corregimiento situé dans la province de Veraguas, au Panama. En 2010, la localité comptait 4 924 habitants.